# Bataille de Pierrelongue
Guerre de Succession d'Autriche
Batailles
- Mollwitz (04-1741)
- Chotusitz (05-1742)
- Sahay (05-1742)
- Prague (06/12-1742)
- Dettingen (06-1743)
- Cap Sicié (02-1744)
- 19 mai 1744
- Menin (05/06-1744)
- Ypres (06-1744)
- Furnes (07-1744)
- Fribourg (11-1744)
- Tournai (04/06-1745)
- Pfaffenhofen (04-1745)
- Fontenoy (05-1745)
- Hohenfriedberg (06-1745)
- Melle (07-1745)
- Gand (07-1745)
- Bruges (07-1745)
- Audenarde (07-1745)
- Termonde (08-1745)
- Ostende (08-1745)
- Nieuport (08/09-1745)
- Ath (09/10-1745)
- Soor (09-1745)
- Hennersdorf (11-1745)
- Kesselsdorf (12-1745)
- Culloden (04-1746)
- Mons (06/07-1746)
- Bruxelles (01/02-1746)
- Namur (09-1746)
- Charleroi (07/08-1746)
- Lorient (09/10-1746)
- Rocourt (10-1746)
- Cap Finisterre (1er) (05-1747)
- Lauffeld (07-1747)
- Bergen-op-Zoom (07/09-1747)
- Cap Finisterre (2e) (10-1747)
- Saint-Louis-du-Sud (03-1748)
- 18 mars 1748
- Maastricht (04/05-1748)

Campagnes italiennes
- Combat de Saint-Tropez (06-1742)
- Camposanto (02-1743)
- Villafranca (04-1744)
- Casteldelfino (07-1744)
- Velletri (08-1744)
- Madonne de l'Olmo (09-1744)
- Bassignana (09-1745)
- Josseau (10-1745)
- Plaisance (06-1746)
- Tidone (08-1746)
- Rottofreddo (08-1746)
- Gênes (1er) (12-1746)
- Gênes (2e) (07-1747)
- Assietta (07-1747)

La bataille de Pierrelongue ou bataille de Casteldelfino, du 19 juillet 1744, oppose dans le cadre de la guerre de Succession d'Autriche, une armée franco-espagnole à l'armée sarde, sur une crête située au-dessus du village de Bellino (Piémont).
Il s'agit de la seconde bataille de Casteldelfino, une première tentative ayant échoué en octobre 1743.

## Contexte

### La situation en Italie
En 1720, Victor-Amédée II, prince de Piémont et duc de Savoie, est devenu roi de Sardaigne ; dès lors l'ensemble de ses États est appelé officiellement royaume de Sardaigne (ou, de façon erronée, « royaume de Piémont-Sardaigne »).
Dans les années 1740, l'Autriche (Marie-Thérèse) détient en Italie le duché de Milan et le grand-duché de Toscane, tandis que l'Espagne (Philippe V) contrôle le royaume de Sicile, où règne le fils cadet de Philippe V, Charles IV.

### La guerre de Succession d'Autriche
Elle oppose depuis 1740 l'Autriche, alliée de la Grande-Bretagne (George II), des Provinces-Unies et du royaume de Sardaigne (Charles-Emmanuel III), à la France, alliée de la Prusse (Frédéric II), de la Bavière (Charles Albert, empereur en 1742) et de l'Espagne (Philippe V). 

### Les opérations militaires en Savoie et Piémont de 1742 à avril 1744
En 1742, une armée espagnole venue par voie terrestre, à travers le territoire français, a réussi à occuper Chambéry et à prendre le contrôle du duché de Savoie. Cette occupation, dirigée par l'infant Philippe, durera jusqu'à la fin de la guerre).
En 1743, une première offensive française vers le Piémont échoue après trois jours de combats (7–10 octobre 1743) dans la vallée de la Varaita (sous le mont Viso), près de Casteldelfino (Châteaudauphin), dans l'actuelle province de Coni.
En avril 1744, une armée franco-espagnole, commandée par le prince de Conti, accompagné de l'infant Philippe, venu de Chambéry, contraint les troupes anglo-sardes défendant Villefranche-sur-Mer (Villafranca) à la retraite et s'empare du comté de Nice, possession de la maison de Savoie, avant de lancer à travers les Alpes une nouvelle offensive vers le Piémont.

## L'offensive franco-espagnole de juillet 1744
Il s'agit d'une offensive à grande échelle, les troupes franco-espagnoles entrant en Piémont par plusieurs cols simultanément.

### Vallées et cols piémontais
Du sud au nord, se succèdent les vallées de plusieurs affluents du Pô  :
- la vallée de la Stura di Demonte, où se trouve la ville de Coni, sous le col de Larche ;
- la vallée de la Maira, sous le col des Monges et le col de Mary ;
- la vallée de la Varaita ou val Varaita, où se trouvent Casteldelfino, Sampeyre et Costigliole Saluzzo, sous le col de l'Autaret et le col Agnel ;
- la vallée du Chisone ou val Cluson (Sestrière, Fenestrelle, Pignerol) sous le col de Montgenèvre ;
- la vallée de la Doire Ripaire ou val de Suse, où se trouve Suse, sous le col du Mont-Cenis ; cette vallée mène directement à Turin.

Des cols permettent aussi de passer d'une vallée à l'autre, notamment le col de Bellino et le col des Sagneres entre la Maira et la Varaita.

### La vallée de la Varaita en amont de Casteldelfino
Casteldelfino se trouve au confluent de deux torrents qui forment la Varaita : la Varaita de Bellino et la Varaita de Chianale : 
- la Varaita de Bellino (au sud) mène à la brèche de l'Autaret ; de l'autre côté, se trouve la vallée de l'Ubaye (en France) ;
- la Varaita de Chianale (au nord) mène au col Agnel ; de l'autre côté se trouve le Queyras.

On peut passer de la Varaita de Chianale à la Varaita de Bellino, par des cols pédestres : le col du Bondormir (2651 m) qui se trouve sur la crête de Pietralunga (ou Pierrelongue), ou le col de Fiutrusa (2858 m). C'est le premier de ces cols qui a joué un rôle important dans la bataille de Casteldelfino.

### Les mouvements de l'armée franco-espagnole dans les vallées piémontaises
L'armée du prince de Conti est répartie en 9 groupes.
Les six premiers groupes (dont ceux du prince de Conti et de l'infant Philippe) prennent le contrôle des hautes vallées de la Stura et de la Maira en passant par le col de Larche.
Le septième groupe (don Luis Gandinga), parti de Guillestre, atteint le Val Varaita par le col Agnel, puis passe dans le Val Maira pour soutenir le groupe du comte de Lautrec et s'empare du village d'Acceglio, puis revient dans le Val Varaita. 
Le huitième groupe (Fernando de la Torre, marquis de Camposanto), parti de Briançon, s'installe aussi dans le val Varaita.
Le neuvième groupe (bailli de Givri), passé par le col de Montgenèvre, descend à la rencontre de Charles-Emmanuel III, puis, avant tout contact, revient dans le val Varaita. Ce groupe inclut une unité commandée par le général François Chevert.